# National Board of Review Awards 1954
La 26ª edizione dei National Board of Review Awards si è tenuta il 20 dicembre 1954.

## Classifiche

### Migliori dieci film
- La grande prateria (The Vanishing Prairie), regia di James Algar
- È nata una stella (A Star is Born), regia di George Cukor
- Sette spose per sette fratelli (Seven Brides for Seven Brothers), regia di Stanley Donen
- Ventimila leghe sotto i mari (20,000 Leagues Under the Sea), regia di Richard Fleischer
- The Unconquered, regia di Nancy Hamilton
- Il tesoro dell'Africa (Beat the Devil), regia di John Huston
- Fronte del porto (On the Waterfront), regia di Elia Kazan
- La ragazza di campagna (The Country Girl), regia di George Seaton
- Sabrina, regia di Billy Wilder
- La sete del potere (Executive Suite), regia di Robert Wise

### Migliori film stranieri
- Il diario di un curato di campagna (Journal d'un curé de campagne), regia di Robert Bresson
- Giulietta e Romeo, regia di Renato Castellani
- Le belle della notte (Les Belles-de-nuit), regia di René Clair
- Pane, amore e fantasia, regia di Luigi Comencini
- La rivale di mia moglie (Genevieve), regia di Henry Cornelius
- Padre Brown (Father Brown), regia di Robert Hamer
- La porta dell'inferno (Jigokumon), regia di Teinosuke Kinugasa
- I confini del proibito (The Kidnappers), regia di Philip Leacock
- L'incubo dei Mau Mau (The Heart of the Matter), regia di George More O'Ferrall
- Le vacanze del signor Hulot (Les vacances de M. Hulot), regia di Jacques Tati

## Premi
- Miglior film: Fronte del porto (On the Waterfront), regia di Elia Kazan
- Miglior film straniero: Giulietta e Romeo, regia di Renato Castellani
- Miglior attore: Bing Crosby (La ragazza di campagna)
- Miglior attrice: Grace Kelly (La ragazza di campagna, Il delitto perfetto, La finestra sul cortile)
- Miglior attore non protagonista: John Williams (Sabrina, Il delitto perfetto)
- Miglior attrice non protagonista: Nina Foch (La sete del potere)
- Miglior regista: Renato Castellani (Giulietta e Romeo)